# 小行星8711
小行星8711（英語：8711）是一颗围绕太阳公转的小行星。1994年6月5日，C. W. Hergenrother在卡特林那发现了此天体。
这颗小行星的绝对星等为18.91379等。